# Naihati
Naihati (Bengalisch: নৈহাটিⓘ) ist eine Stadt im indischen Bundesstaat Westbengalen mit rund 220.000 Einwohnern (Volkszählung 2011). Sie liegt im Distrikt Uttar 24 Pargana und ist Teil der Agglomeration Kolkata.

## Geschichte
Die Gemeinde Naihati wurde 1869 gegründet und zählt zu den ältesten in Westbengalen.
Die Stadt erlebte ein starkes Bevölkerungswachstum, als sie bei der Teilung Indiens 1947 von einer Flüchtlingswelle aus dem damaligen Ostpakistan überrollt wurde.

## Demografie
Offizielle Bevölkerungsstatistiken werden erst seit 1991 geführt und regelmäßig veröffentlicht; für Naihati gibt es jedoch auch älteres Zahlenmaterial. Der starke Anstieg der städtischen Bevölkerungszahlen beruht im Wesentlichen auf der Zuwanderung von Familien aus ländlichen Regionen.
| Jahr      | 1901   | 1951   | 1981    | 1991    | 2001    | 2011    |
| Einwohner | 23.753 | 55.313 | 114.607 | 132.701 | 215.303 | 217.900 |

Die Einwohnerzahl der Stadt liegt laut der Volkszählung von 2011 bei 249.142. Naihati hat ein Geschlechterverhältnis von 973 Frauen pro 1000 Männer und damit einen für Indien üblichen Männerüberschuss. Die Alphabetisierungsrate lag bei 91,0 % im Jahr 2011. Knapp 92,3 % der Bevölkerung sind Hindus, ca. 7,0 % sind Muslime, ca. 0,1 % sind Sikhs und ca. 0,6 % gehören anderen oder keiner Religionen an. 9,0 % der Bevölkerung sind Kinder unter sechs Jahren.

## Wirtschaft
Neben der Textilindustrie ist die Stadt für den Fischfang bekannt.

## Infrastruktur
Der Bahnhof Naihati ist Teil der Eastern Railway zone der Indian Railways.

## Sport
Das 25.000 Zuschauer fassende Naihati-Stadion, das hauptsächlich für Vereinsfußball genutzt wird, ist seit seiner Eröffnung im Jahr 2019 die größte Sportstätte in Naihati.

## Söhne und Töchter der Stadt
- Keshab Chandra Sen (1838–1884), Sozialreformer
- Bankim Chandra Chattopadhyay (1838–1894), Schriftsteller